# عمادیه (نائین)
عمادیه یک روستا در ایران است که در استان اصفهان واقع شده‌است.